# Paradox hodnoty
Paradox hodnoty je rozpor v tom, že životně nezbytné statky, jako např. voda, mají nízkou cenu, zatímco luxusní zbytečné statky, např. diamanty, mají cenu vysokou. Adam Smith je pokládán za klasického představitele, zabývajícího se tímto paradoxem. Paradoxem se zabývali také Mikuláš Koperník, John Locke či John Law. Paradoxem hodnoty je nazván jev, kdy nejen užitečnost věcí, ale i jejich dostupnost či vzácnost na trhu, tedy mezní užitečnost, určuje jejich cenu.